# Список міністрів закордонних справ Ліхтенштейну
Список міністрів закордонних справ Ліхтенштейну

## Міністри закордонних справ Ліхтенштейну
- Йозеф Оспельт (2 березня 1921 — 4 травня 1922);
- Альфонс Фегер (4 травня — 1 червня 1922);
- Фелікс Губельман (1 — 6 червня 1922);
- Густав Штедлер (6 червня 1922 — 28 червня 1928);
- принц Альфред Ліхтенштейнський (28 червня — 4 серпня 1928);
- Йозеф Хооп (4 серпня 1928 — 3 вересня 1945);
- Александер Фрік (3 вересня 1945 — 16 липня 1962);
- Герард Батлінер (16 липня 1962 — 18 березня 1970);
- Альфред Хільбе (18 березня 1970 — 27 березня 1974);
- Вальтер Кібер (27 березня 1974 — 26 квітня 1978);
- Ханс Брунгарт (26 квітня 1978 — 26 травня 1993);
- Маркус Бюхель (26 травня — 15 грудня 1993);
- Андреа Віллі (15 грудня 1993 — 5 квітня 2001);
- Ернст Вольх (5 квітня 2001 — 21 квітня 2005);
- Ріта Кібер-Бек (21 квітня 2005 — 25 березня 2009);
- Аурелія Фрік (25 березня 2009 — 2 липня 2019);
  - Мауро Педрацціні[en] (в. о.) (2 липня — 11 листопада 2019);
- Катрін Еґґенберґер[en] (11 листопада 2019 — 25 березня 2021);
- Домінік Гаслер (з 25 березня 2021)